# أنا موراي فيل
آنا موراي فيل (بالإنجليزية: Anna Murray Vail)، ولدت في 7 يناير 1863 وتوفيت في18 ديسمبر 1955، هي عالمة نباتات أمريكية وأول أمين مكتبة في حديقة نيويورك النباتية. كانت طالبة لدى ناثانيل لورد بريتون، عالم النبات والجيولوجيا في جامعة كولومبيا، الذي أسهمت في تأسيس معه حديقة نيويورك النباتية.

## نشأتها الأولى
ولدت آنا في الجانب الشرقي من نيويورك، وهي الطفلة الأولى لديفيد أوليفانت فيل وكورنيليا جورجينا (نينا) فان رينسيلار. تنحدر والدتها من من اثنتين من أبرز العائلات الهولندية في نيويورك، فان رينسلار وفان كورتلاندس، وكان جدها الأكبر هو الجنرال روبرت فان رينسلار، الذي قاتل خلال الثورة الأمريكية في تيكونديروجا تحت أمرة صهره الجنرال فيليب شويلر. تزوجت شقيقتها الصغرى كورنيليا من هنري جولدن ديرث الذي كان رسامًا أمريكيًا.
كان والدها، ديفيد أوليفانت فيل، ابن بنيامين سي وإليزا آن (ني آرتشر) فيل، واسمه مدرج بصفة «تاجر» في بيان سفينة في عام 1862 ، ويصفه تاريخ عائلة فان ينسلار بأنه «... شريك مقيم في منزل أوليفانت وشركائه في شنغهاي، الصين.» ، وينص إشعار وفاته على أنه كان «... في الآونة الأخيرة في الصين...»، ولكن ليس من الواضح أين أو كيف مات عام 1865 عن عمر 32 عامًا. يشير اسمه الأوسط، أوليفانت، وكونه قد عمل لدى شركة أوليفانت، إلى ارتباطه بتلك العائلة من جانب والدته. وقد تأسست شركة أوليفانت عام 1827 من قبل ديفد أوليفانت وشريكه ن. تالبوت وكانت من رواد تجارة الصين القديمة.

## مسيرتها المهنية
تلقت تعليمها المبكر في أوروبا ولكن بحلول عام 1895 عادت إلى الولايات المتحدة وعملت في جامعة كولومبيا مع عالم النباتات ناثانيل لورد بريتون المتزوج من إليزابيث جيرترود بريتون، والذي يعد مؤسس حديقة نيويورك النباتية. في يناير 1900، أصبحت أول أمينة مكتبة، في مكتبة مؤسسة برونكس التي تم تأسيسها حديثًا، وهي وظيفة احتفظت بها حتى سبتمبر 1907. وقد ألفت في قترة وجودها في نيويورك أكثر من اثنتي عشرة ورقة علمية، وتتضمن ملاحظاتها المحفوظة في مجموعة المحفوظات والمخطوطات في حديقة نيويورك النباتية، رسومات لبعض النباتات التي درستها.
سافرت فيل في عام 1903 إلى العاصمة الفرنسية باريس لحضور مزاد علني لكتابات عالم النباتات الراحل كلود توماس ألكسيس جوردان، (1814-1897)، وحصلت على أكثر من 400 قطعة، بما في ذلك عشرة مجلدات من موسوعة فلورا غريكا لعالم النباتات البريطاني جون سيبثورب (1758-1796).
كتبت فيل حول موضوعات نباتية عدة، منها عملها المشترك عام 1898 (مع إليزابيث جيرترود بريتون، من بين آخرين)، «طحالب جديدة أو نادرة، مثل اناكامتودون سبلاشونويدس» (باللاتينية: Anacamptodon Splachnoides).
تشير سجلات حديقة نيويورك النباتية إلى أن استقالة فيل من مكتبة الحديقة كانت نتيجة لسخطها على اتهامها بتدخين السجائر في المكتبة، ولكن هذا يتناقض مع ورد في رسالة في ملفات ناثانيل لورد بريتون بتاريخ 28 سبتمبر 1907، تشير إلى أن رحيلها كان بسبب الانفصال الطويل عن والدتها، التي كانت تعيش في فرنسا.

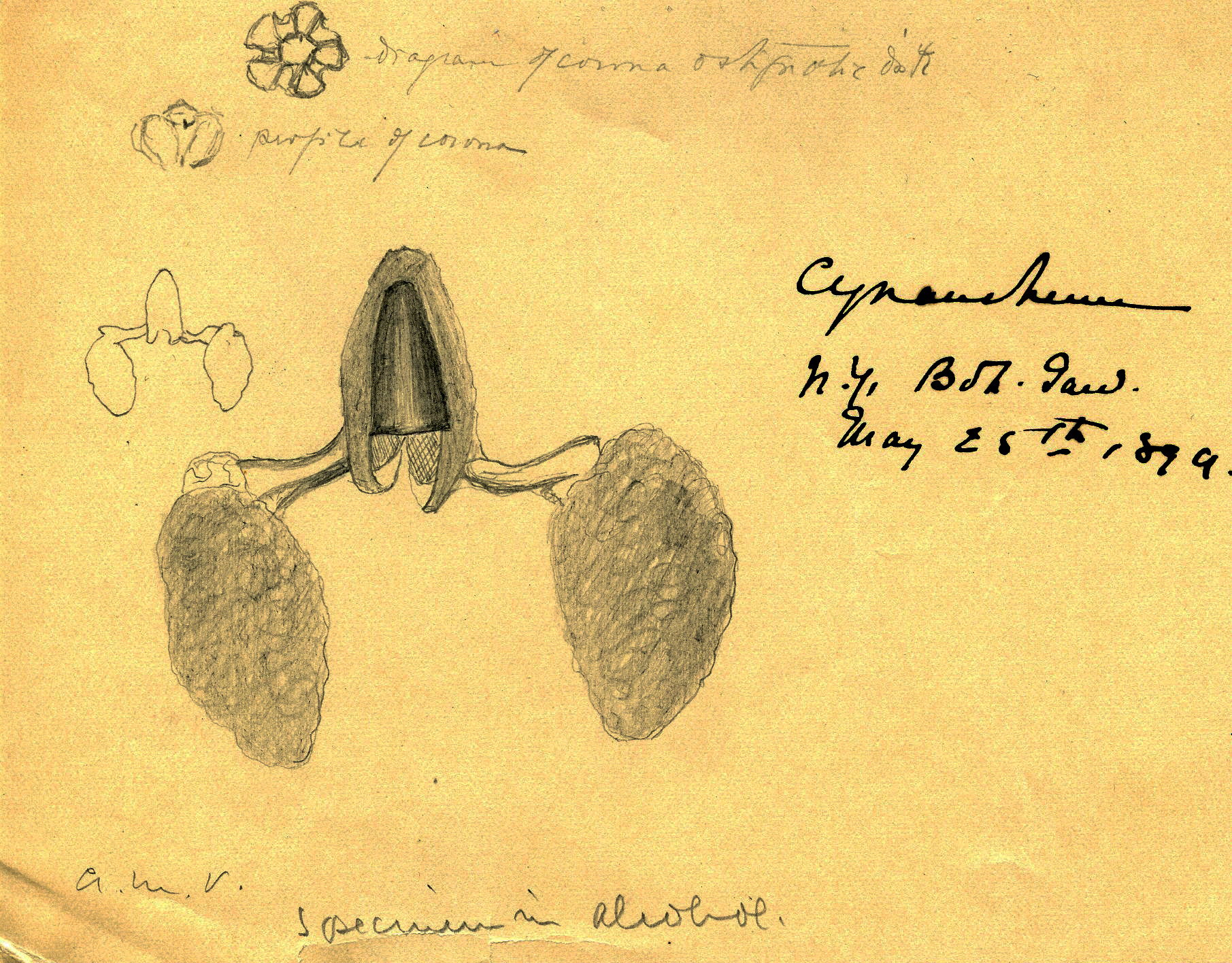
رسم بالقلم والحبر لـ Cynanchum sp من تصميم Anna Murray Vail. تم إنشاء هذا من قبل السيدة فيل في عام 1899 عندما كانت أمينة مكتبة في حديقة نيويورك النباتية.

انتقلت في عام 1911 إلى فرنسا، ونشطت أثناء الحرب العالمية الأولى في الصندوق الأمريكي للمصابين الفرنسيين الذي تولّت أمانته في لاحقا، وقد نشرت رسالة لها إلى رئيسة المنظمة ومقرها الولايات المتحدة، السيدة شويلر فان رينسيلارفي صحيفة النيويورك تايمز، وهذا جزء منها: 
 لقد اقترضت كل إدارة من أقسام الصليب الأحمر ممرضات ومساعدات، وقد قدمنا نحن من الصندوق الأمريكي كل ما لدينا من أجل حالة الطوارئ. إذا ساءت الأمور، فسأقدم خدماتي الخاصة، فأنا أستطيع ترتيب الأسرة والتنظيف، ولن يرعبني أي جزء من العمل، حتى لو لم أكن ممرضة مدربة. 

## سنواتها الاخيرة
حصلت أثناء إقامتها في فرنسا، على منزل في هيريسي. وهناك كانت تقضي سنواتها المتبقية، وتواصل عملها كأمينة مكتبة حتى أجبرها العمى على التوقف. توفيت في فيوكس لوجيس في 18 ديسمبر 1955، ودفنت في مقبرة البلدية في هيريسي.

## فهرس
- Vail, Anna Murray. A Study of the Genus Galactia in North America. Bull. of the Torrey Botanical Club. 22:500 – 511, 1895.
- MacDougal, Daniel T, Vail, Anna M., Shull, George H. and Small, John K. Mutants and hybrids of the oenotheras. Carnegie Institution of Washington, Publication No. 24. Papers of Station for Experimental Evolution at Cold Spring Harbor, New York. No. 2., 1905.
- Vail, Anna Murray. Onagra grandiflora (Ait.), a species to be included in the North American Flora. Torreya 5:9–10, 1905.
- MacDougal, Daniel T, Vail, Anna M and Shull, George H. Mutations, variations and relationships of the oenotheras. Carnegie Institution of Washington Publication No. 81. Papers of the Station for Experimental Evolution, No. 9. Carnegie Institution of Washington, Washington, DC 1907.
- Vail, Anna Murray. "An Undescribed Species of Kallstroemia from New Mexico." Bulletin of the Torrey Botanical Club. No. 24, no. 4, pp. 206–207, 1897.
- Britton, NL and Vail, Anna Murray. An enumeration of the plants collected by M.E. Penard in Colorado during the summer of 1892. Contributions from the Herbarium of Columbia College; no. 75, New York: Columbia College, 1895.
- Vail, Anna Murray. Jane Colden, an early New York botanist. Torreya 7:21–34. 28 F 1907.
- Vail, Anna Murray. The June flora of a Long Island swamp. Bulletin of the Torrey Botanical Club, 22, p. 374–378.
- Vail, Anna Murray. Studies in the Leguminosae. I, II, III. Reprinted from Bulletin of the Torrey Botanical Club, 23: 139–141, 30 Ap. 1896; 24: 14–18, January 28, 1897; 26: 106–117, March 18, 1899. New York: [Columbia University], 1899.
- Vail, Anna Murray. Contributions to the botany of Virginia. Memoirs of the Torrey Botanical Club v. 2, no. 2, 1890.
- Vail, Anna Murray. A preliminary list of the species of the genus Meibomia, Heist., occurring in the United States and British America. Bulletin of the Torrey Botanical Club, vol. XIX, no. 4, April, 1892.
- Vail, Anna Murray. A revision of the North American species of the genus Cracca. Bulletin of the Torrey Botanical Club, vol. XXII, no. 1, Jan. 1895
- Vail, Anna Murray. A study of the genus Psoralea in America. Bulletin of the Torrey Botanical Club, v. 21, no. 3, March 24, 1894
- Vail, Anna Murray. Report on a Trip to France and Holland by Miss A.M. Vail, Librarian. Journal of the New York Botanical Garden, v. 4, No. 45, September 1903
- Vail, A. (1897). Studies in the Asclepiadaceae.-I. Bulletin of the Torrey Botanical Club, 24(6), 305–310.
- Vail, Anna Murray. "Studies in the Asclepiadaceae.-II." Bulletin of the Torrey Botanical Club, vol. 25, no. 1, 1898, pp. 30–39.
- Vail, Anna Murray. "Studies in the Asclepiadaceae-VI. Notes on the Genus Rouliniella." Bulletin of the Torrey Botanical Club, vol. 29, no. 12, 1902, pp. 662–668.
- Vail, Anna Murray. "Studies in the Asclepiadaceae-VII. A New Species of Vincetoxicum from Alabama." Bulletin of the Torrey Botanical Club, vol. 30, no. 3, 1903, pp. 178–179.
- Vail, Anna Murray. "Studies in the Asclepiadaceae-VIII. A New Species of Asclepias from Kansas and Two Possible Hybrids from New York." Bulletin of the Torrey Botanical Club, vol. 31, no. 9, 1904, pp. 457–460.
- Vail, Anna Murray. "A Preliminary List of the North American Species of Malpighiaceae and Zygophyllaceae." Bulletin of the Torrey Botanical Club, vol. 22, no. 5, 1895, pp. 228–231.
- Britton, Elizabeth G., Anna Murray Vail, D. A. Burnett, E. Classon, George G. Kennedy, and George N. Best. "New or Rare Mosses." The Bryologist 1, no. 2 (1898): 41–43.
- Vail, Anna Murray et al. "NOTES ON THE SPRING FLORA OF SOUTHWESTERN VIRGINIA." Memoirs of the Torrey Botanical Club, vol. 2, no. 2, 1890, pp. 27–56.
- Small, John K., and Anna Murray Vail. "Report of the Botanical Exploration of Southwestern Virginia During the Season of 1892." Memoirs of the Torrey Botanical Club, vol. 4, no. 2, 1893, pp. 93–201.
- Vail, Anna Murray. "Notes on Covillea and Fagonia." Bulletin of the Torrey Botanical Club, vol. 26, no. 6, 1899, pp. 301–302.